# Kantige Laubschnecke

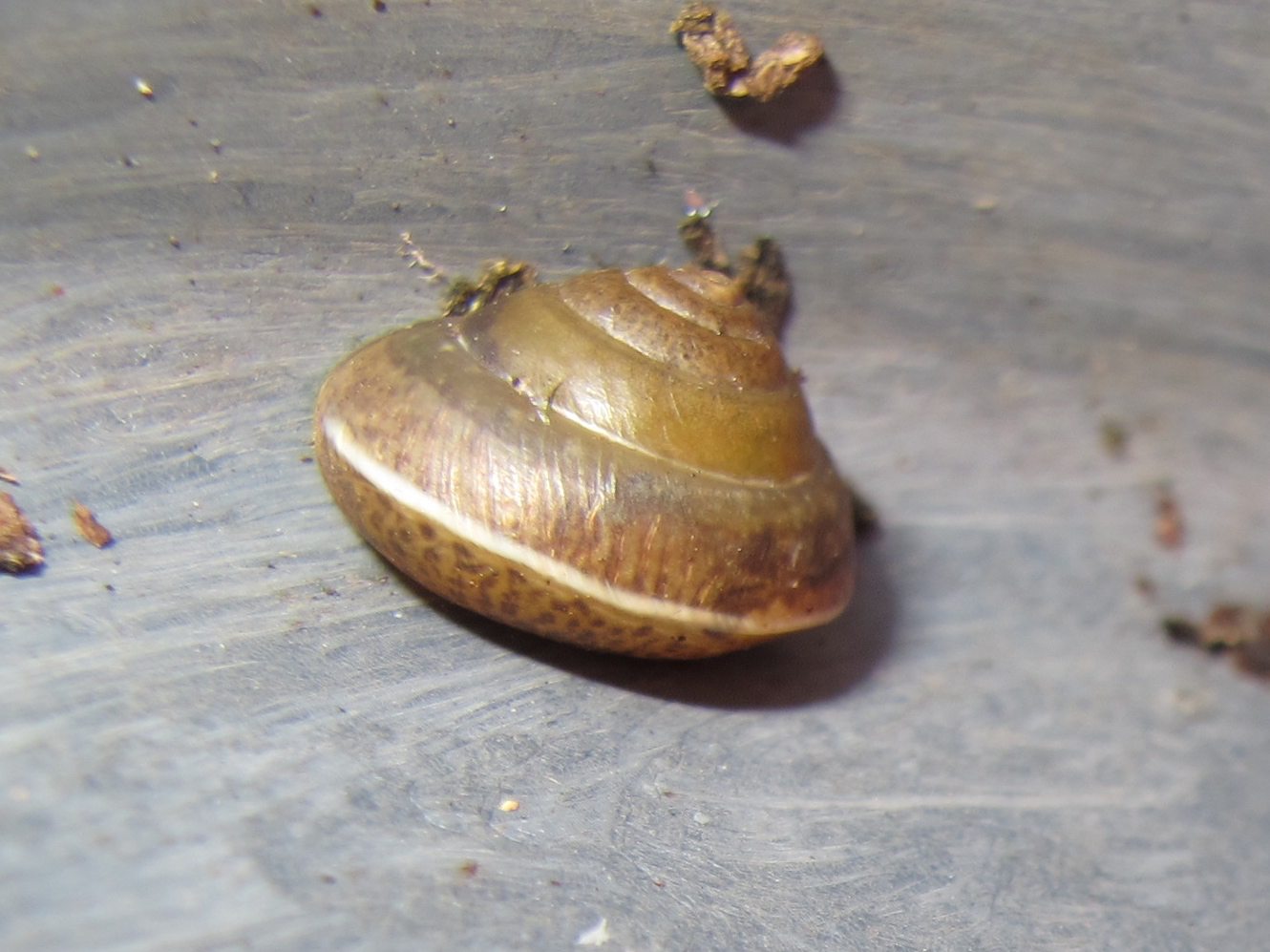
Blick auf die Peripherie des Gehäuses mit dem charakteristischen weißen Kiel

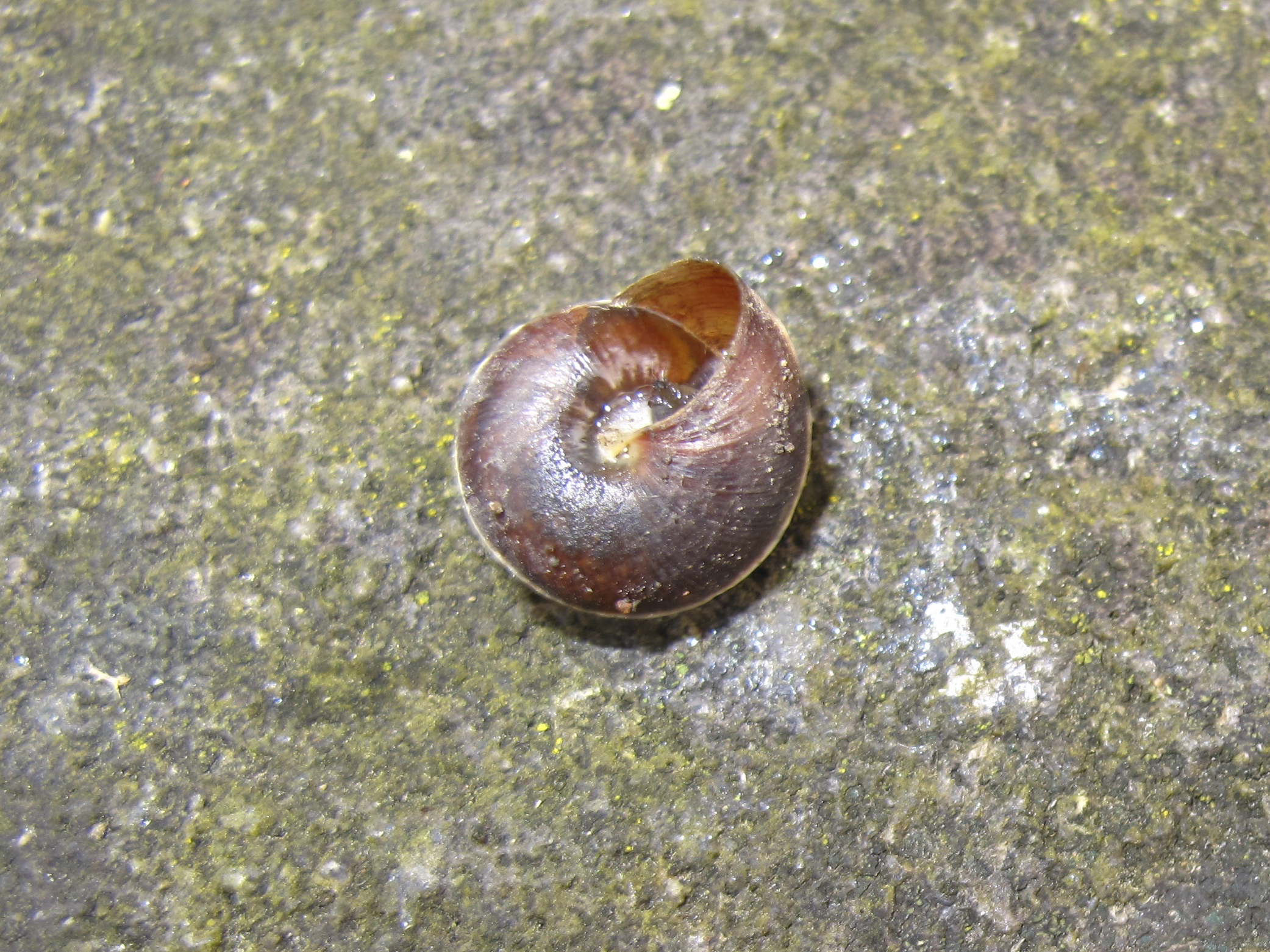
Blick auf die Unterseite des Gehäuses

Die Kantige Laubschnecke (Hygromia cinctella) ist eine Schneckenart aus der Familie der Laubschnecken (Hygromiidae) in der Ordnung der Landlungenschnecken (Stylommatophora).

## Merkmale

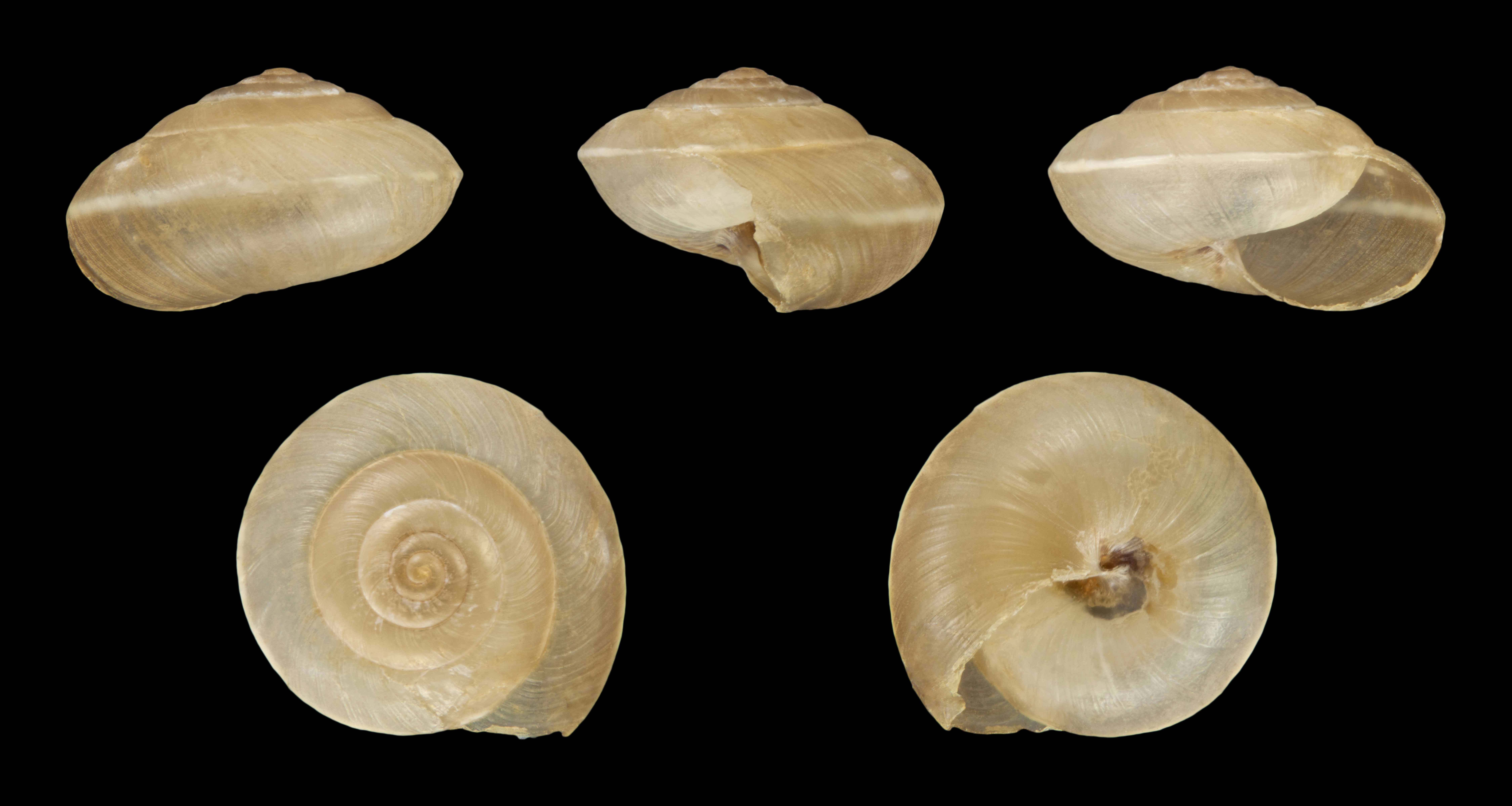
Gehäuse

Das Gehäuse misst erwachsen 6 bis 7 mm in der Höhe und 10 bis 12 mm in der Breite. Es ist hoch-kegelförmig, und es sind 5 bis 6 Umgänge mit sehr flacher Naht vorhanden, die regelmäßig zunehmen. Die Umgänge sind an der Peripherie gekantet, die Oberseite ist leicht gewölbt, ebenso die Unterseite. Die letzte Windung fällt kurz vor der Mündung stark aus der Windungsachse ab. Der Nabel ist sehr eng und durch eine Spindelfalte fast geschlossen. Die Mündung steht schräg zur Wachstumsachse der Windung und ist deutlich elliptisch im Querschnitt. Sie ist oben und unten abgeflacht, Der Mündungsrand ist dünn und zerbrechlich, nicht verdickt, und nur im Spindelbereich etwas umgeschlagen. Das Gehäuse ist in der Ausbildung des Kiels etwas variabel.
Das weißlich-gräuliche bis hornfarbene Gehäuse ist leicht durchscheinend mit einem schmalen weißen Band am Kiel. Die Oberfläche ist fein und regelmäßig gestreift. In Sizilien gibt es eine größere Anzahl von Farbvarianten, die von grünlich und gelblich bis rötlich reicht. Selten sind an der Peripherie auch mehrere Bänder ausgebildet.
Der Weichkörper des Tieres ist hellgrau, oft mit einem gelblichen Ton. Der Kopf und die Tentakeln sind meist etwas dunkler grau oder bräunlich gefärbt. Die Tiere bewegen sich meist sehr langsam.

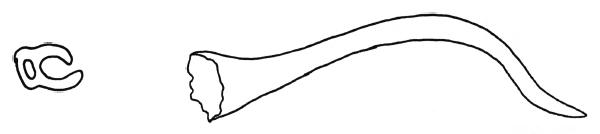
Liebespfeile (aus Koene & Schulenburg, 2005)

## Ähnliche Arten
Das charakteristische Merkmal der Art ist der weißliche Kiel, der sonst bei anderen Laubschnecken-Arten nicht vorkommt.

## Geographische Verbreitung und Lebensraum
Das ursprüngliche Verbreitungsgebiet war vermutlich auf Italien und benachbarte Regionen, Slowenien, Kroatien, Südfrankreich und die Südschweiz beschränkt. Die Art wurde inzwischen in weitere Regionen verschleppt. Sie kommt inzwischen in fast ganz Frankreich, in Südengland, Wales, Irland, Österreich, Tschechien, Ungarn, Bulgarien, Russland und auch in weiten Teilen Deutschlands (westliche Bundesländer, Mecklenburg-Vorpommern, Sachsen, Berlin), Belgien und den Niederlanden, meist in anthropogen beeinflussten Habitaten vor. Inzwischen ist die Art auch in Neuseeland nachgewiesen. Entgegen den Angaben einiger Autoren kommt die Kantige Laubschnecke nicht in Spanien vor.
Die Art bewohnt meist offene Habitate in der Kraut- und Strauchschicht, wie Heckenreihen und Obstgärten. Sie kommt eher selten in Wäldern vor, In der Schweiz wurde sie fast ausschließlich in kultiviertem Land gefunden bis etwa 900 m über Meereshöhe. In Italien bevorzugt sie eher kühlere und feuchte Habitate in Tälern und an Flussufern. In England wurde sie eher im Gras, Brennnesselhorsten und auf Doldenblütlern an Straßenrändern gefunden, auch unter bzw. in Steinmauern und in Gärten.

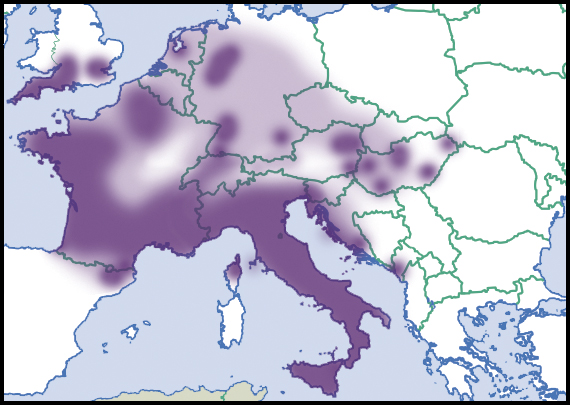
Verbreitung in Europa (nach Welter-Schultes, 2012)

## Ausbreitung in Europa
In Ungarn wurde sie erstmals in den 1930er Jahren gefunden. In Nordwestfrankreich wurde sie in den 1940er Jahren erstmals nachgewiesen, in Cornwall in den 1950er Jahren. In England hat sich die Art inzwischen bis etwa London ausgebreitet. Die ersten Nachweise in Deutschland und den Niederlanden stammen aus den 1990er Jahren.

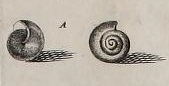
Originalabbildung in Gualtieri, 1742: Taf. 2, Fig.A, Syntyp

## Taxonomie
Die Art wurde von Jacques Philippe Raymond Draparnaud erstmals als Helix cinctella beschrieben. Er verwies dabei auf eine Abbildung bei Niccolò Gualtieri, die somit zu den Syntypen der Art gehört. Es ist aber nicht der Holtyp, da Draparnaud auch selber Exemplare zur Verfügung hatte, die er für die Beschreibung benutzte. Helix cinctella ist die Typusart der Gattung Hygromia Risso, 1826. Gattung und Art sind allgemein anerkannt.

## Gefährdung
Die Art ist in Deutschland nicht gefährdet. Auch auf das gesamte Verbreitungsgebiet gesehen ist die Art ungefährdet.